# Spergula maxima
Spergula maxima är en nejlikväxtart som beskrevs av Carl Ernst August Weihe. Spergula maxima ingår i släktet spärglar, och familjen nejlikväxter. Inga underarter finns listade i Catalogue of Life.